# スペル星人
スペル星人（スペルせいじん）は、特撮テレビドラマ『ウルトラセブン』に登場する、架空の宇宙人である。別名吸血宇宙人（）。

## 概要
第12話「遊星より愛をこめて」に登場。
本編には地球人に擬態した複数のスペル星人が登場する。
スペル星人は、母星におけるスペリウム爆弾の実験のため、その放射能で血液が著しく侵されてしまい、代わりとなる血液を奪うため、複数名が先行して地球に来訪した。目から怪光（破壊光線）を放つ。
採血機能と血液の結晶化機能を備えたスペリウム金属製の腕時計（装着した人間は白血球が減少して昏倒する）をばら撒き、当初は、地球人の女性を対象に地球人の血液を奪っていたが、女性の血液よりも子供の血液のほうが純度が高いことを知ると、対象を子供に変更する。新聞で子供を対象とした「ロケットの絵を描いて、宇宙時計を貰おう」というキャンペーンを展開し、子供たちに腕時計を大量に配布して血液を奪おうと企むが、異変を察知したウルトラ警備隊に計画を阻止され、自らのアジトを破壊して巨大化し、地球人の血液を奪うことを宣言する。
なお、作中ではセブンの出自がM78星雲であることが初めて言及される。
- スーツアクター：中村晴吉[2]
- 当初、シナリオでは甲虫型の宇宙人として描写されていたが、監督の実相寺昭雄の要望で人型に変更された（詳細は#スペル星人のデザインを参照）。
- 語源は昴より[3]。脚本の13pに「スベル星人」4pと9pには「スベリウム」とも記載されていた。
- 未発表作品「宇宙人15+怪獣35」では、蘇った宇宙連合軍の1体として名前が確認されている。
- 「静止画による戦い」は『ウルトラマン』第35話のシーボーズ戦でも用いられており、監督は同じく実相寺が担当している。
- 「スペリウム爆弾」の名称は、第38話でウルトラ警備隊がバンダ星人やクレージーゴンに対して用いる最新型の爆弾にも用いられている。

スペル円盤
相手の目を眩ませる怪光とビームを武器としている。円を描くように旋回することにより、光線をバリアー状に張れる。スペル星人との共同攻撃でセブンを苦しめるが、セブンのウルトラスパイラルビームでバリアを破られ、ウルトラホーク1号に撃墜された。

## 『ウルトラセブン』第12話「遊星より愛をこめて」の欠番扱い
スペル星人が登場する『ウルトラセブン』第12話「遊星より愛をこめて」は欠番扱いとなっている。1970年以降、日本国内では一切再放送されていないと同時に、映像ソフトにも収録されていない。欠番扱いとなる経緯に関しては下記を参照。

### 第12話の内容
宇宙のどこかで大爆発が起きた。ウルトラホーク2号で宇宙パトロール中だったソガ隊員とアマギ隊員は、大爆発による放射能を検出する。
一方、東京では若い女性が突然昏倒し、やがて死亡する事件が多発する。分析の結果、彼女たちは白血球が急に欠乏する「原爆病」に似た症状を発していたうえ、地球に存在しない金属でできたメーカー名もネームもない謎の腕時計を所持していた。
2つの「線」は、やがてアンヌの旧友・山部早苗と彼女の恋人・佐竹三郎で交差する。佐竹が早苗に贈った腕時計には、人間の血液を奪う機能があった。
そして、佐竹は地球人の血液を奪いに来たという本性を現し、スペル星人の放射能に冒された異形の姿をさらけ出す。
ウルトラホーク3号を撃墜するなど応戦するも、搭乗していたダンがウルトラセブンに変身し、一騎討ちとなる。セブンのアイスラッガーを一度は回避したが、ウルトラ警備隊に円盤を破壊され、逃げようと空中に飛び上がったところを、背後から二度目のアイスラッガーで両断され、絶命した。
スペル星人が腕時計に偽装したメカは血液を収集し、被害者は白血球が皆無に近くなり昏倒するというもので、作中にダンの「原爆病によく似た症状」という台詞がある。

### 作品の評価
本編は監督：実相寺昭雄、脚本：佐々木守によって制作され、本放送では32.8%と全49話中第4位の高視聴率を記録した。それでいて本放送時は抗議などは一切なく、再放送も同様であった。

### スペル星人のデザイン
劇中に登場するスペル星人の姿は、
- 全身は真っ白
- 凹凸のない能面のような顔
- 体のところどころにケロイド（火傷などによる皮膚の外傷状態。通常生活でも起こりうる。）を彷彿させる黒い大きなシミのような物があり、時折オレンジに点滅する。

佐々木守の脚本におけるスペル星人は、「煙の中からかぶと虫のようなスペル星人があらわれる」(8p)「スペル星人の角がぐっとまがって熱戦発射!」(9p) 「とつぜん、その背中の羽がひらくと一気にまい上がる」(12p)などと表現されていたが、その経緯について佐々木は「何かの形にしないといけないから、そういうふうに書いていただけで僕のウルトラマンの怪獣はみんなそうですよ」とのコメントを残している。
12話の特撮監督の大木淳吉は、撮影当時の現場で「被爆者を怪獣みたいに見るような、そういう意識はありませんでした」「ただコスチュームを考えるときに、実相寺さんが内臓だとか血管だとかがチラッと見えるようにしてくれと、そういった注文を出していたのを覚えています」とのコメントを残している。
監督の実相寺昭雄はデザインに関して「全身に毛細血管が浮き出たイメエジを打合せした」「色が全部出ちゃったような青白さを出したかったんだよ。血管が浮き出ているようなね。ジャミラとは違って、乾燥してない体が透けていて、白血球と赤血球のせめぎ合うイメージで」と考えていた。昆虫から人型への変更や、スペル星人の体色、ケロイドなど具体的なデザインの成田亨への依頼については、以下のようなコメントを残している。
- ”スペル星人のケロイドや白い体は実相寺監督のアイディアだったのか？” との問いに「そうだね。でも、それがあまり成田さんのデザイン意欲をそそらなかったんだね」「あまり良いデザインではなかったから、12話での特撮シーンは少ないですよ」[6]
- ”白い体にケロイドというのを考えたのは実相寺監督だったのか？” との問いに「デザインしたのは成田さんだけど、僕が、こういうふうに（ケロイド状に）したい、と依頼したんだ」「最初は何か昆虫的なものだったらしいけど、それを僕が人間の姿にさせたんだ」「成田さんは怪獣を人間っぽくするのは嫌がる人だったから気が進まなかったようだね」[7]
- ”被爆者を連想させるようなデザインだからまずい”という抗議団体の主張に対して「人の見方だから そう見えないと言えば終わり 笑いものにしているわけではない」と反論した上で、「地球の話じゃないんだから」「地球が被爆の被害が少ないから 地球人の血を採りにきたわけだよ だからメトロン星人みたいな形じゃ困るんだよね」[8]
- 腰の内臓が露出しているという注文を出したタイミングについては「元々打合せしている最中にだね。成田さんのデザインにもそういうふうにお願いしてあったから」[9]
- 高山良策の作ったスペル星人の実物を見た時の感想について「オレのイメージはそれで中の内臓がちょっと露出してるって感じだけど、それ見た時にね、なんかビニールの管とか丸見えだったんでイヤになっちゃったよ。ホントに」[9]
- 成田亨のデザイン画と高山良策の作った実物はイメージと違ったのかの問いに「イヤイヤ似てますよ。色々ディティールが違うってくらいで。腰の露出しているところとかね。それはやっぱり（成田亨の）絵のほうがきちんと書いてあったよ。実物見るとがっかりすることが多いんだよね」[9]
- デザイン画のコピーを見た上で「僕が打ち合わせした時のデザイン画は、もっと書き込まれていて、ケロイドの部分は血管まで書いてあったような気がする　大きなボードに書いてあった」[注釈 2]「（デザイン画はどこかに現存）してるだろうね。成田さんのところだと思うよ。成田さんが誰かにあげちゃってれば別だけどね。大きなパネルくらいの大きさのデザイン画書いてたなあ」[9]

高山良策の1967年9月10日の制作日誌には以下の記述が残されている。
- 「午後、円谷プロの佐藤君と成田氏やって来る。新しいデザイン、簡単なスケッチを持参。ノッペラボーのケロイドのある少々薄気味悪い宇宙人。スペル星人」

成田亨は、自著の中で彼が『ウルトラマン』で定めた怪獣デザインのポリシーと相反するために難色を示したものの、実相寺に押し切られ「ほとんど投げやりにデザインした」と回顧している。また1984年に出版された『被爆星人の逆襲』のインタビューで以下のコメントを残している。
- 「勿論デザインは僕がやったんだけどね。あのケロイドとか、そう云った部分は全部実相寺の考えなんだよ。ここをああしろだとか、こうしろだとか……モノ凄くしつこい男だった」
- 「僕自身は原爆なんかを嫌うことには賛成の方だから、ああ云ったようにケロイドを着けた被爆者みたいな宇宙人て云うのは好きじゃなかったんだけど……」「だから言われる通りに仕事をこなしただけで、まったく不本意なものだった」
- 「スペル星人について抗議があって、それが欠番になったことも別に何とも思っちゃいないよ」「円盤なんかは池谷さんとか、もう一人 深田さん､後は演出の人なんかがやってて僕は一つもやってない。デザイン画？あれはもう残ってないんだよね」

成田夫人も「撮影の最中に（スペル星人のことは）聞いておりました。『困ったもんだ。ケロイド状のものを子供番組向けの怪獣に作らないといけないのか』と、うちに帰って来てはっきり言っておりました」と、実相寺からデザインを要望された成田の苦悩について回顧している。
『ウルトラセブン』のプロデューサー末安昌美の実弟で、当時円谷プロの営業を担当していた末安正博は、放送から3年後の朝日新聞からの取材に対し、スペル星人のデザインについて「格好も人間そっくり、そのうえケロイドまで描いた点はたしかにまずかった。被爆者の方たちに不快な気持ちを抱かせたことは反省する」とのコメントを残している。

### 欠番までの経緯
1967年12月17日、『ウルトラセブン』第12話の初回本放送が行われた。
1968年4月、講談社より出版された週刊少年マガジン19号（5月5日号）に「吸血宇宙人」の別名がついたスペル星人が掲載された。
1968年5月30日、秋田書店より出版されたフリーライター大伴昌司の代表作『写真で見る世界シリーズ カラー版 怪獣ウルトラ図鑑』の初版に、「被爆星人」の別名がついたスペル星人が掲載された。
1970年3月3日の『週刊ぼくらマガジン』の付録「世界の怪獣王円谷英二」に、「ウルトラ」Q、マン、セブンの怪獣名が列挙されているがスペル星人だけがない。
1970年4月、講談社より出版された『たのしい幼稚園』5月号に「きゅうけつかいじゅう」の別名がついたスペル星人が掲載された。
1970年7月10日、黒崎出版より出版された『ウルトラ怪獣写真えほん オールカラー版』の初版に、「きゅうけつかいじゅう」の別名がついたスペル星人が掲載された。その後、同年12月20日に出版された第6版以降の該当箇所はギャンゴの写真に差し替えられている。
- 「吸血宇宙人」「きゅうけつかいじゅう」「被爆星人」、別名をつけずスペル星人の名前のみ記載など、最初から一貫した別名の表記はなかった[16]。
- 本放送時後に何度も行われた再放送時でも、問題視する反響はなかった。

1970年夏、円谷プロの営業担当の末安正博は、親交のあった竹内博（当時は中学3年）に詳しい設定資料を作ってほしいと依頼した。竹内は、大伴が担当した怪獣図鑑の文献や『週刊少年マガジン』『ぼくら』などの雑誌記事をまとめた資料集を作成した。この資料上では、スペル星人の別名は「被爆星人」となっていたが、円谷公認の設定案として採用され、各出版社に配布された。
1970年10月1日、小学館より出版された『小学二年生』11月号の付録「かいじゅうけっせんカード」に「ひばくせい人」の別名がついたスペル星人が掲載された。
1970年10月4日、前述の付録カードを見た女子中学生が、フリージャーナリストにして東京都原爆被害者団体協議会の専門委員でもあった父・中島龍興（筆名・中島竜美）に相談し、カードに記載された「ひばく」の文言を問題視した中島は『小学二年生』の編集長に抗議の手紙を送った。中島がこの件を所属していた市民サークル「原爆文献を読む会」のメンバーに話したところ、メンバーは知り合いの朝日新聞の記者にこの問題を伝えた。
1970年10月10日、朝日新聞に『被爆者の怪獣マンガ』『「残酷」と中学生が指摘』などの見出しとともに「実際に被爆した人たちがからだにケロイドをもっているからといって、怪獣扱いされたのではたまらないと思った」との中島の長女の感想や、「現実に生存している被爆者をどう考えているのか、子供たちの質問にどう答えるのか」との中島の抗議文などの記事が、小学館・円谷プロ両社からの正式なコメントがない中で掲載された。
- この後、中島は小学館を訪れ、当時『小学二年生』の編集長だった井川浩を相手に「机をバンバン叩く激しい抗議」を行なったとされる[24]が、中島は後のインタビューで「当時 被爆者の差別が多くなっていた」[25]と抗議の背景に触れたうえで「相当頭にきたんでしょうね。（中略）カードしか見てないのに、抗議というわけですから」「僕の抗議は著作権の問題でいうと2次使用を問題にしたということ。でもそれが広がってしまって、放送そのものへの抗議に発展しちゃったんです。はずみがついて運動が盛り上がってしまった」[26]「カードがなければ抗議はしなかったと思う 放送したTBSに抗議はしていない」「番組を見ずに抗議したのは大きな問題だった」「記事は少しオーバーと思ったが、直接抗議に行った」「私の投書が結果的に第12話を封印させてしまった 表現の自由を潰してしまったという思いがある 簡単に存在をなくすことは怖いことだ」などのコメントを残している[27]。
- 抗議を受けた井川は、後年のインタビューで出版元として「被害者への配慮が足りなかったと思い、紙面で謝罪した」「被害者を怪獣扱いしたつもりはないので、被害者を怪獣扱いしたと報じた新聞にはこちらも抗議し、20紙以上が報道を詫びたが、朝日新聞は一切対応しなかった」などのコメントを残している[27]。
- 抗議を受けて竹内が作成した設定資料の「被爆星人」の別名が黒く塗りつぶされ、「吸血星人」に差し替えられた[28]。
- 当時の円谷プロの状況を振り返り、竹内は「社長にまで及んだ抗議に社員は戸惑っていた 上司に頼まれ私はハサミでスペル星人の円盤のスチールネガを切った」、円谷プロで元特殊技術スタッフだった熊谷健は「被爆者を差別するといった気持ちはなかった。しかしケロイドにクレームがつき弁解できず」などのコメントを残している[27]。
- カードに記載された別名の引用元となった『怪獣ウルトラ図鑑』の著者である大伴昌司は、円谷プロから「（スペル星人の）設定や特徴は、大伴が作ったんじゃないか、けしからん」と叱られ、一時ノイローゼになったらしいと当時出版社の人間から聞いたとの竹内博のコメントが残されている。第12話の封印後、大伴は竹内に対して一度もスペル星人について語ることはなかったという[29]。

1970年10月13日、朝日新聞朝刊に『秋田書店でも被爆怪獣～広島被団協と原水禁が抗議～原爆の被爆者を怪獣にみたて問題になっている小学館発行の「小学二年生」十一月号の怪獣漫画と同じものが、秋田書店発行の「怪獣ウルトラ図鑑」にも掲載されていることが十二日わかった。このため広島被団協、原水禁日本国民会議は同日「いまなお苦しんでいる多数の被爆者を傷つけるものだ」と両方の発行元などに強く抗議することをきめた。ウルトラ図鑑に掲載されているのは、放射能におかされた「スペル星人」を「被爆星人」とし、全身にケロイドの傷が描かれた絵に「地球人と同じ格好に化け、目から発するスペル光線で一万人が死ぬ。新鮮な地球の子どもの血をとる」などの説明がついている。（中略）この図鑑はほかに百余の怪獣を紹介、中学生向きに二年前の初版以来すでに十五版を重ねている。（以下略）』との記事が掲載された。
同日、産経新聞、東京タイムス、西日本新聞 に『被爆者を怪獣扱い～原水禁会議が抗議～。（一部略）広島県被爆教師の会も「教育雑誌がこんなものをのせるとは、人道上も問題だ」と近日中に出版社へ質問状をだす。問題の怪獣マンガは、折り込み特集ページ「かいじゅう せっけんカード」にある四十種の怪獣の一つ「スペル星人」。人間の姿をし、頭、手、腹、足に大きなケロイドがあり「ひばくせい人（おもさ・百・ー１まんとん）、目からあやしい光を出す」と説明がついている。
「教育雑誌がなぜこんな興味本位のまんがをのせたのか。編集者、作者の原爆についての認識が問題だ。へたをすると、小さなこどもたちに被爆者に特殊な遺伝があるように想定させ、被爆者への差別感情をつくるなど教育上の危険がある」（広島県被爆教師の会会長)
「ひばくせい人ということばは小学館がつくったものではなく、これまで円谷プロが制作した“怪獣シリーズ”の一つとして一般にも知られているので使った。このシリーズには宇宙星人がたくさん登場しており、形も人間より大きいので人間をもじったものではない。また、ストーリーも地球の平和と原水爆の恐ろしさを訴えているもので被爆者をぼうとくするとは思ってもいなかった。しかし全体のストーリーを説明しないで一部を取り上げ、誤解を招いたことはこちらの手落ちなので、反省している」(小学館学年誌編集部次長)』との記事が掲載された。
1970年10月15日、毎日新聞朝刊に『小学館が謝罪～ケロイドの怪人マンガ～日本原水協の被爆者対策担当常任理事は、十四日午前、東京千代田区一ツ橋の小学館を訪れ、同社発行の「小学二年生」十一月に掲載した怪獣特集で、全身ケロイドでおおわれた“怪人”を「ひばくせい人」として紹介した問題について厳重に抗議した。席上「全国にいる被爆者はいまなお原爆の悪夢に苦しんでいる。それを純粋な子供の雑誌に、怪獣としてあつかっていることはあまりに非常識」と申し入れた。これに対し小学館の第一編集部長は「被爆の恐ろしさを怪人を通して教えようとしたにしても軽率だった」と答え、日本原水協の申入れを全面的に受入れ謝罪した。』との記事が掲載された。
1970年10月21日、円谷プロは発行元としての配慮不足について謝罪した。被害者を怪獣扱いしたとの報道については、「原水爆を否定する気持ちと全く変らない態度で製作したものであります」「従いまして、一部の新聞が報じましたような被爆者を怪獣扱いしたとか、モデルにしたなど、そのような考えで製作したものでは毛頭ありません」と否定し、「今後一切、スペル星人に関する資料の提供を差し控える」と約束した。
1970年10月28日、TBSにて、ウルトラセブンの再放送が開始された。
1970年11月3日、朝日新聞朝刊に『「被爆星人」で円谷プロ謝罪～原爆の被害者を怪獣にみたて問題になっている小学館発行の「小学二年生」十一月号と秋田書店発行の「怪獣ウルトラ図鑑」の怪獣漫画「被爆星人」について広島被団協は両方の発行元や制作をした円谷プロに謝罪や制作の中止を求める抗議文を先月十八日出していたが、このほど円谷プロ、円谷一代表取締役名で同協議会へ謝罪文が寄せられた。それによると、被爆者に不快な思いをさせたことを十分反省し、今後一切、「スペル星人」に関する資料の提供を差控える、としている。』との記事が掲載された。
1970年11月12日、TBSにて、ウルトラセブンの第12話は再放送されず第13話に差し替えとなった。
1970年12月10日、読売新聞朝刊に 『朝日ソノラマなどにも抗議～被爆者を怪獣扱い～さる十月、児童学習雑誌が原爆被害者を怪獣扱いにしたが、その後、同様の“被爆星人”を児童用絵本に載せていることがわかり、長崎原爆被災者協議会は抗議運動を始めることになった。問題の絵本は黒崎出版がさる七月に発行した「ウルトラ怪獣写真絵本」と朝日ソノラマ社が先月十五日で発行した「ウルトラ大怪獣」。』との記事が掲載された。
- 各被爆者団体から抗議を受けた３社（小学館、秋田書店、円谷プロ）その他は年内中に謝罪し、秋田書店は「怪獣ウルトラ図鑑」の絶版、円谷プロはスペル星人関連資料及び作品の再放送の凍結、小学館は翌1971年2月号の「小学二年生」に改めて謝罪広告を出し、それまで毎月のように掲載していたウルトラ怪獣関連の特集を自粛、更に翌三月号から「ヒロシマ」関連の小説を沢山書いてきた児童文学者の今西祐行による絵小説「ゆみことつばめのおはか」の連載をスタートさせるという形をもってこの事件は一応決着し、抗議は一旦収束した[27]。
- しかしその半年後、本編の二次使用作品である『ウルトラファイト』の再放送にスペル星人が再登場したことから、円谷側は再び謝罪に追い込まれ、解決策として第12話の作品自体を封印することを決めた、とされる[27]。
- 封印については長らく制作関係者や出演者に対しても伝えられることはなく、後のインタビューで佐々木守は「知ったのはずっと後。原爆実験はいけないということを子供たちにわかってほしいと思い書いたが、封印されて問題が大きくなり困った」、友里アンヌ役のひし美ゆり子は「封印したことを知らされなかった」、中島は「（インタビュアーの何が問題だったのかわからないという発言に対して）それが一番の問題、私はウルトラセブンの愛好者から加害者第1号として糾弾された、不明瞭な形で封印されたからそのようなリアクションが出る」など、封印の経緯説明の不足を指摘するコメントが残っている[25]。

### 作品自体の問題有無と再公開に対するコメント
- 当時の抗議はカードに対して行ったと主張した中島であったが、第12話の作品そのものについても実際の作品を鑑賞した上で、「監督さんが人間の形をした怪獣を作っちゃったというのは引っかかりましたね」「あれがゴジラみたいにね、動物的だったら問題はまったく起きないですよ」[26]「被爆者に対する認識が確立していなかったということは、はっきり言えます」「作品そのものに問題がなければ、2次利用の商品が問題になるわけはないんだから」[30]「ケロイドの形状が引っかかる。血を吸うという表現も気になる」[25]などのコメントを残している。
- 一方で「少し修正することで再公開できるなら」「円谷がそう言ったことを理解して、第12話のニュープリント（修正版）を貸し出しては」などの対策案を提示した佐々木に対し、中島は「オリジナルで残さないと意味がない　リアリティの問題は残るが封印はよくない」「血の問題も触れてほしくないと感じる人はいても理解する人もいるので議論する余地はある」などの前向きなコメントも残している[25]。
- 2005年のFLASHの取材に対し、原水爆禁止日本国民会議は「いま実際の番組をみても特に問題があるとは思わないが、被爆者自身が見てどう思うかが重要。今後経緯を説明した上で公開することは可能だと思う」、原水爆禁止日本協議会は「番組を確認していない」という前提で「被爆者を冒涜するようなことは許してはならない」などのコメントをよせた[27]。このほかにも番組のビデオを視聴した被爆した女性からは「内容は全く問題ないです。地球人と宇宙人が仲良くなれたらというラストシーンは印象的ですね」と答えている[31]。
- 長崎市への原子爆弾投下で、爆心地から1.4km地点で被爆し、奇跡的に生存した作家の林京子は、1975年上半期の芥川賞受賞作「祭りの場」の中で、1970年10月10日の朝日新聞該当記事を取り上げ、〈人間の格好をした「スペル星人」が「ひばくせい人」で全身にケロイド状の模様が描いてある〉ことに触れ、当時の抗議活動に対し、〈原爆には感傷はいらない〉〈これはこれでいい。漫画であれピエロであれ誰かが何かを感じてくれる。三〇年経ったいま原爆をありのままに伝えるのはむずかしくなっている〉〈漫画だろうと何であろうと被爆者の痛みを伝えるものなら、それでいい。A課の塀からのぞいた原っぱの惨状は、漫画怪獣の群だった。被爆者は肉のつららを全身にたれさげて、原っぱに立っていた〉と書いている[32]。
- 第12話復活を度々訴えてきたひし美ゆり子は初放送50周年となる2017年10月、ハフポスト安藤健二のインタビューにおいて、「原水爆は良くないとのメッセージを込めた作品なのに、なぜ50年近くも封印されなければならないのか」「12話は決して悪いものではないのに誤解されており」「私の目の黒いうちに絶対復活して欲しい」と述べている[33]。福島第一原発事故への言及に対し「だから第12話こそ絶対に風化させてはいけない」「監督実相寺、脚本佐々木さんら、作品を作る人たちはそのつもりで作ったわけで」「それを逆の意味で捉えられると悔しい」としている[33]。
- 安藤は「シリアスな設定は子供向けの商品としては不向きだったかもしれない」としつつ、「円谷プロは第12話に込めた思いや当時の抗議の背景を説明した上で、映像資料として公開する」という方法により、「作品を残しながら議論を深めることが可能になるはず」で、「一部の海賊版を除いて映像が見られない現状では、スペル星人に本当に問題があったのか議論することができない」として、円谷プロによる第12話解禁への期待を示している[33]。
- 映画監督の横川寛人は、第12話の放送55周年にあたる2022年12月17日に自身のTwitterにてスペル星人の自作アクションフィギュアを公開し、「いつか復活の願いをこめて」とのコメントを添えている[34]。

### 封印後のメディア露出
当初は商業誌へのサブタイトルも掲載を控えられていたものの、1980年代以降は本作品の資料的なデータ（作品自体ではなく）が幾度も公表されている。
- 1980年 朝日ソノラマより出版された『宇宙船 Vol.2』のQ&Aコーナーで、第12話のサブタイトルと欠番に至る非常におおまかな経緯が、文字の大きさを他のQ&Aのものより小さくし、本の内側に目立たないようにして掲載された。
- 1983年 新英出版より出版された写真情報誌『スクランブルPHOTO』で、第12話のオープニングとスペル星人の写真がモノクロで紹介され、欠番に至る経緯と第12話のビデオテープが1本10万円前後で取引されているなどの記事が掲載された。
- 1983年 大阪で開催された日本SF大会で上映されたオープニングアニメーション『DAICON IV OPENING ANIMATION』の中で、スペル星人の姿が2度確認できる。
- 1984年 竹書房より出版された豪華本『ウルトラマン大事典』で、スペル星人の写真や第12話のフィルムストーリーが公開され、エピソードガイドにも會川昇によるあらすじなどが掲載された。
- 1984年 朝日ソノラマより出版された『ファンタスティックコレクション N0.35 ウルトラセブン グラフィティ』に、スペルUFOの見出しとともにスペル星人円盤のカラースチールが、第12話のタイトル、監督、脚本、監督、特殊技術、本放送日の情報とともに掲載された。
- 1986年から数年に渡り東映ビデオより発売されたウルトラセブンのビデオに同封されていた放映リストに、第12話のサブタイトル、スペル星人の名称、脚本、監督、本放送日が記載された。
- 1987年 講談社より出版された『ウルトラマン大全集II』の230pで、スペル星人の円盤の写真が掲載された。
- 1987年 講談社より出版された『メーキング・オブ・円谷ヒーロー 2 サイエンスヒーロー・ワールド』の147-149pで、橋本洋二・佐々木守・大木淳吉・池谷仙克による座談会の中で、第12話の欠番に至る経緯に言及している。
- 1987年夏、深夜から早朝にかけTBSで放送された『泉麻人のウルトラ倶楽部』では、ウルトラセブン放映分の第1回目の番組オープニング時の解説にて、泉が「諸事情により放映できない回があり、今回も残念ながら放映はできません」とあらかじめ断った上で「第12話を除く全話」が放送された。
- 1989年 バンダイビジュアルより発売された『レーザーディスク ウルトラセブン Vol.3』のライナーに「幻の第12話とは何か?」と題し、安井尚志と會川昇による第12話の詳細なストーリー解説や作品評、欠番に至るまでの経緯、12話がもつ最終回につながるテーマ、成田亨へのインタビュー記事（スペル星人のデザインから高山良策による造型に至る過程まで）、佐々木守による初期のスペル星人のデザイン案、スペル星人のネーミング経緯をはじめ、12話のキャストや一部の劇中フォトなども掲載された。
- 1991年 朝日ソノラマより出版された『ウルトラマン白書 第3版』で、注釈つきながら作品リストに第12話の情報が記載された[35]。1987年発行の同書第2版に掲載されたリストには、第12話に関する情報は記載されていなかった[36]。
- 1991年 太田出版より出版された『イカす!おたく天国』の著者、宅八郎と第12話監督の実相寺昭雄との対談にて第12話についての記事が掲載。この中で、実相寺は「抗議は自分や脚本の佐々木守のところには来ていない」「テーマは別のところにあった」「第12話について話すのはこの対談が初めてである」と明かしている[37]。
- 1992年 JICC出版局（現・宝島社）より出版された『別冊宝島 怪獣学入門』の初版で、『「幻の12話」を20年間追い続けた男』と題し、第12話の欠番に至った経過（編集部取材・文）が掲載されたが、第2版からは『ゴジラ COMICの逆襲』（JICC出版局）の広告に差し替えられている。
- 1993年から1997年まで講談社のコミックボンボンに掲載された『ウルトラマン超闘士激伝』の中で、カネゴンやナックル星人の後ろに座っているモブキャラクターの観戦客としてスペル星人が描かれているのが確認できる（完全版第3巻 43p）。
- 1995年 三一書房より出版された佐々木守シナリオ集『故郷は地球』には、第12話のシナリオが完全に収録されている。
  - 佐々木は2003年の著書『戦後ヒーローの肖像 -『鐘のなる丘』から『ウルトラマン』へ』（岩波書店）内で第12話の封印経緯について触れ、抗議による欠番自体はやむを得ないとしながらも、「本放送を視聴していない」人々の抗議だったことは訝っていた[38]。
- 1998年 朝日ソノラマより出版された 竹内博の編集による『ファンタスティックコレクション 空想特撮シリーズ ウルトラセブン アルバム』初版に、第12話の製作No、サブタイトル、スペル星人の名称、脚本、監督、本放送日が掲載され、裏表紙にはスペル星人の円盤のカラースチール写真と、本編のフィルムからスペル星人の飛行シーンが掲載された。ただし1999年の第2版ではスペル星人の飛行シーンのみ別スチールに差し替えられた。
- 2001年 8月3日付の朝日新聞は「幻紀行」のシリーズで、「封印の理由」「『差別』で論議 12話欠番に」「セブンに込めた願いは」などの見出しでこの問題を取り上げ、三浦宏の執筆によって欠番となった経緯を説明。佐々木や実相寺らの原爆反対を訴えたものと反論を載せ、アンヌ役のひし美ゆり子によるDVD化の提案と、広島平和記念資料館の元館長・高橋昭博にビデオを観てもらった上での「31年前に見ても差別だとは感じなかったはずで平和を願う気持ちが伝わる」というコメントを載せている。
- 2002年 辰巳出版より出版された『ウルトラセブンISM』の71pで、本編班助監督を務めていた山本正孝が、12話のラストで夕陽をバックにキャストがシルエットで立つシーンのロケがキャストがセリフを言っているうちに夕陽が落ちてしまい1週間粘ったがうまくいかず、スタジオのホリゾントを使って撮影した などの詳細な裏話が掲載されている。
- 2002年以降 12話会より出版された『1/49計画 ウルトラセブン12話大全集』で、非公式ではあるが関連の資料や関係者インタビューを集めた記事が掲載された。現在までに第3弾まで発行されている。
- 2004年 太田出版より出版された『封印作品の謎』で、安藤健二による従来の特撮系書籍とは異なる角度からの取材にもとづき、第12話の問題の経緯の詳細が報告されている。
- 2004年 ファミリー劇場でウルトラセブンの再放送が行われた際、「ウルトラセブン第12話は永久欠番となっておりますので放送致しません。ご了承下さい」というテロップが挿入された。
- 2005年 光文社より出版された写真情報誌『FLASH 11月22日号 No.890』の77-80pで 袋とじ企画「ウルトラセブン 封印された第12話ー遊星より愛をこめてー」と題し、スペル星人の写真（ただしアトラクションスーツは本編で使われたものではない）が掲載され、つづく81-83pで「闇に葬られたウルトラ怪獣を追え」と題し、放送から封印までの詳細な経緯や、竹内博、井川浩、ひし美ゆり子、スペル星人の人間体である佐竹三郎を演じた岩下浩、スペル星人の声を演じた谷津繁、熊谷健ほか当時の関係者らの証言やコメントを多数掲載。最初に抗議文を送った中島龍興と第12話の脚本を担当した佐々木守らによる再公開に向けての打開策をテーマとした対談メモなども掲載された。
- 2009年 ジェネオン・ユニバーサル・エンターテイメントより出版された『昭和42年ウルトラセブン誕生』の56pで、第12話のアフレコが1967年10月5日に行われ、11月4日に完成していたことが記載されている。また最終頁には、第12話のサブタイトル、脚本、監督、放送日、視聴率が32.8%と記載された各話視聴率一覧の貼り紙の写真が修正されることなく掲載された。
- 2011年 講談社より出版された『ウルトラ怪獣DVDコレクション6 メトロン星人』のブックレットの18pで、スペル星人の写真が掲載されている雑誌の写真ページ（1968年 ぼくら3月号・同年 別冊少年マガジンお正月特大号）が掲載された。
- 2011年 洋泉社より出版された『ウルトラセブン研究読本』の319pで 第12話のサブタイトル、脚本、監督、特殊技術監督の氏名が掲載された。
- 2014年 洋泉社より出版された『実相寺昭雄研究読本』の58-59pで 第12話の脚本を担当した佐々木守への會川昇によるインタビュー当時（1985年）のコメント記事が掲載されている。
- 2014年 7月19日〜8月31日 富山県立近代美術館において、『成田亨　美術／特撮／怪獣　ウルトラマン創造の原点』と題し、青森県立美術館所蔵の成田亨のデザイン画や彫刻・絵画作品とあわせ、未公開原画としてスペル星人のデザイン画の原画が初めて一般に公開された。
  - デザイン画はかつて同人誌に掲載されたデザイン画の原本[注釈 2]とみられ、模様のデザインもきちんと識別可能で同人誌ではかすれて消えていた部分まで識別可能な状態であったという。
  - 一般公開されたデザイン画はかつて同人誌の直接取材に対し成田夫人が「こんなデザイン画はみたこともない。こんな宇宙人は成田のデザインではない」[注釈 2]とのコメントを寄せていたものであったが、この展覧会では成田亨本人の手によるデザイン原画の一つとして展示された。またこの展覧会では成田夫人による基調講演も行われたが、スペル星人のデザイン画は図録には未収録となった。なお展示はされたが図録未収録のデザイン画はスペル星人だけでなく他にも多数あった。
- 2017年 小学館より出版された『アンヌ今昔物語』の70pで、第12話のサブタイトル、脚本、監督、特殊技術監督の氏名が掲載された上で、2004年2月25日にジェネオン エンタテインメントより発売されたDVD『ウルトラヒロイン伝説-アンヌからセブンへ』に収録されている監督の実相寺昭雄との対談の収録が2003年に行われたことにふれ、「DVDに収録はできなかったが、監督が12話についてお話されているくだりものこっているはず」「実相寺さんも早く封印といてほしいと願っていました」といったひし美ゆり子のコメントが掲載された。
- 2017年 復刊ドットコムより出版された『ウルトラセブン撮影日誌』の60〜71pで、当時平行して撮影されていた8話（制作No.10）とともに、12話（制作No.9）の本編班・特撮班の撮影日誌と、スペル星人人間体 佐竹三郎役で出演した岩下浩の名前が記載された日誌の原本写真などが掲載された。
- 2021年 小学館より出版された『ダンとアンヌとウルトラセブン』では12話の解説ページはなく、13話のページに「12話は欠番」という補足のみの扱いとなったが、118pで「今回の本で心残りなのは"49話コンプリート"できなかったことね」（ひし美ゆり子）「事情はあるだろうけど、何かの形で見てもらえたらと思うよ」（森次晃嗣）などのメインキャストによる異例の12話についてのコメントが掲載された。

近年の関連書籍では1991年に朝日ソノラマより出版された『ウルトラマン白書 第3版』で、注釈つきながら放映リストに加えられたのを見本に「第12話は欠番状態となっている」などと放映リストに記載しつつ注釈で非公開であることを断るという形式が定着し、全体的には円谷プロの監修による書籍では第12話のデータのみ掲載されて写真などは公開されておらず、現在、問題の詳細を掲載するにあたって円谷プロの同意を得ることは困難であり、円谷プロの版権を必要とする特撮系書籍でこの問題を扱うのは難しい状況となっているが、一部の当時のブロマイドの類には現存するものもある。
上記の豪華本やレーザーディスクでの扱い（ともに流通部数が少なく絶版状態）は極めて異例だが、近年においてはメインキャストによる12話公開に関するコメント掲載、12話の撮影当時の撮影日誌の公開 など『具体的に12話について述べている旨を伏せた形』でのメディア露出が黙認されている。

### 番組本編以外での同作品
本放送直後の1968年2月、東芝音楽工業（現：ユニバーサル ミュージック合同会社）から発売されたシングル盤『ウルトラセブン 第2集』のB面に、この回の音声を編集・再構成したドラマ「腕時計の謎」（出演：森次浩司、菱見百合子、中山昭二ほか）が収められている（A面には歌「ウルトラ警備隊」を収録）。
1979年にはLPレコード『ウルトラセブン（東芝盤）』の初回盤に収録・販売されたが、封印後にリリースされたものなのか、再発盤において他のエピソードに差し替えられたため、すぐに店頭から消えた。
スペル星人は『ウルトラファイト』の第45話「遊星の悪魔スペル星人」に登場していたが、欠番措置以降の同話は「怪獣死体置場」に差し替えられている。
1980年3月27日にTBSの情報番組『夕やけロンちゃん』の枠内におけるミニコーナーで再放送された。

### 日本国外での放送
1990年代にアメリカ合衆国で放送されたTNT版では「Crystalized Corpuscles」というエピソード名で放送されたが、1970年代に放送されたハワイ版とは異なる編集と吹替えが施され、スペル星人は単なる吸血怪獣として扱われ、台詞の内容もそのように改変された。本編はオリジナルより短く、独自のBGMが挿入されているシーンが存在する。
なお、TNTのライセンス契約は2001年に失効したため、TNT版の再放送・ソフト化の見込みはない。
2012年に発売された北米盤DVDボックス『Ultra Seven: The Complete Series』（ウルトラセブン#映像ソフト化）はハワイ版でもTNT版でもなく、Golden Media Groupというライセンス元から供給された日本語版に新たに英語字幕を付けたものだが、第12話は供給されなかったため収録されていない。
国外における、『ウルトラQ』から『ウルトラマンタロウ』の権利は、円谷プロとタイ王国のチャイヨー・プロダクションとで裁判になっていたが、チャイヨーでは第12話が欠番になっていることや、マニアの間で話題になっていることを熟知しており、ステージショーに新デザインのスペル星人を登場させていた。

### 原版
DIGITAL ULTRA PROJECTにおいて、『ウルトラセブン』は全編デジタルリマスターが行われているが、第12話で同様の処置が行われたかどうかは公式には不明である。しかし、実相寺は『1/49計画II（12話会）』のインタビュー記事で「テレシネしたって話は聞いたことがあります」と語っている。
また、制作当時に関わっていた人物がファンとの交流会の場で「12話も他のエピソードと同様にリマスタリング作業を施された」と証言する者もいる。鈴木清 (映画監督)等。
ひし美ゆり子は高野宏一から、ネガはクリーニングして保管してある、と言われたという。

### 映像の流出
海賊版ビデオの流出
1980年代前期より、第12話の海賊版ビデオがマニアの間で広く出回るようになった。出所については諸説が存在し、詳細は不明である。
1983年の「スクランブルPHOTO」には「『ゴジラ』『ウルトラセブン』の消された部分」と題し特集が組まれ、1985年7月頃には雑誌「ファンロード」にお願いと題し、外部に流出させない旨の告知が出ているなどこの頃にはマニアの間で周知であった。
このビデオが流通するようになった1980年代前期は、ビデオデッキが普及する一方で、映像ソフト市場は現在ほど充実していなかったため、手持ちの映像をダビングし合う習慣が特撮ファンの間に拡がっていた。そのため、本作品のビデオもファン同士の交流の中でダビングを繰り返しながら流通していった。その一方、日本以外の放送局で通常に放送された第12話本編を録画したものも出回っている。海賊版も一部がカットされたものやCMありのものなど出所は複数存在するとみられる。
武田薬品のCMが挿入されたバージョンは当時の放送を録画したものという説もあるが、本編とCM部分に画質の差があることより、円谷ジャンクフィルム集のCM部分を編集で挿入したものを流したと考えられている。
インターネットメディアでの流出
インターネットの発展により、第12話は次第に多くのユーザーに認知されるようになった。
WinMXやWinnyなどのP2P技術を用いたファイル共有ソフトによって、第12話が出回るようにもなったのが始まりであったとされるが、出所は不明。YouTubeやニコニコ動画などの動画サイトにもアップされた。

### スタッフ
- プロデューサー - 末安昌美
- 脚本 - 佐々木守
- 特殊技術 - 大木淳
- 監督 - 実相寺昭雄

本篇撮影スタッフ
- 撮影 - 福沢康道
- 照明 - 新井盛
- 美術 - 成田亨、岩崎致躬
- 音楽 - 冬木透
- 編集 - 柳川義博
- 助監督 - 山本正孝
- 製作主任 - 高山篤
- 製作担当 - 塚原正弘
- 監督助手 - 本多隆司、佐々木幸吉
- 撮影助手 - 稲垣湧三、佐藤一
- 照明助手 - 小池一三、幸村寿明、大平由雄
- 美術助手 - 井口和彦
- 小道具 - 畠山勝信
- 衣装 - 後藤信義
- 編集助手 - 中野博
- 記録 - 関根ヨシ子
- 現像 - 東京現像所
- 録音 - キヌタ・ラボラトリー
- 製作進行 - 上村宏

特撮制作スタッフ
- 撮影 - 鈴木清
- 照明 - 小林哲也
- 美術 - 成田亨、池谷仙克
- 造型 - 高山良策
- 背景画 - 島倉二千六
- 光学撮影 - 中野稔
- 助監督 - 円谷粲
- 制作主任 - 熊谷健
- 監督助手 - 田口成光、中西源四郎
- 撮影助手 - 中堀正夫、房前満男、平岡和之、北村武司
- 照明助手 - 安藤正則、松丸善明、清原昭二、高野和夫
- 美術助手 - 金子忠雄、大橋政昭
- 美術造型 - 松井和彦、佐藤功
- 機電 - 倉方茂雄、渡辺晃二
- 操演 - 平鍋功、大沢哲三、太田勝美
- 光学助手 - 樋口誠吾、兵頭文造、村石宏美、内藤雅行
- 作画 - 平田佳子、西本良、滝本和利
- 記録 - 田中敦子

キャスト
- モロボシ・ダン - 森次浩司
- 友里アンヌ - 菱見百合子
- キリヤマ隊長 - 中山昭二
- フルハシ隊員 - 石井伊吉
- アマギ隊員 - 古谷敏
- ソガ隊員 - 阿知波信介
- ウルトラセブン - 上西弘次
- スペル星人 - 中村晴吉 (CV:谷津繁)
- 佐竹三郎 - 岩下浩
- 青年A：スペル星人- 高橋征郎
- 青年B：スペル星人- 三浦威
- 青年C：スペル星人- 奥村公延
- 山部早苗 - 桜井浩子
- 山部伸一 - 日下部聖悦
- 少年 - 石原和司
- 新聞配達の少年 - 坂上友之
- 医者 - 中原成男
- 福田博士 - 福田善之

## 出版物
12話会より関連資料や関係者インタビューなどが掲載された、自費出版物が発行されている。円谷プロはチャイヨー・プロとの裁判で、この本を証拠として利用したという証言がある。
- 1/49計画 ウルトラセブン12話大全集（2002年8月11日初版）
- 1/49計画II 決定版スペル星人大全集（2003年12月29日初版）
- 1/49計画III 遊星より愛をこめて大全（2006年12月30日初版）

## その他
- 映画『ウルトラマン・ウルトラセブン モーレツ大怪獣戦』では、ラスト近くにスペル星人がアイスラッガーで切断されるシーンがある。ただし、『快獣ブースカ』のDVD-BOXの特典映像ではこのシーンは除去されている。
- 2017年12月、アンヌ隊員役のひし美ゆり子は、放送50周年の記念としてスペル星人を象ったケーキを用意し、同話解禁を祈念する密やかなパーティーを開いたことをブログで報告した[44]。なお、ひし美はTwitterにもメッセージを投稿しており、その旨は報道もされている[45]。